# Brancus blaisei
Brancus blaisei är en spindelart som beskrevs av Simon 1902. Brancus blaisei ingår i släktet Brancus och familjen hoppspindlar. Inga underarter finns listade.